# Stigmaphyllon tarapotense
Stigmaphyllon tarapotense är en tvåhjärtbladig växtart som beskrevs av C. Anderson. Stigmaphyllon tarapotense ingår i släktet Stigmaphyllon och familjen Malpighiaceae. Inga underarter finns listade i Catalogue of Life.